# 甲東村 (兵庫県)
甲東村（こうとうむら）は、兵庫県武庫郡にあった村。現在の西宮市中心部の北東一帯、武庫川の右岸にあたる。

## 地理
- 山岳：甲山
- 河川：武庫川、仁川

## 歴史
- 1889年（明治22年）4月1日 - 町村制の施行により、門戸村（飛地を除く）・上ヶ原新田村・段上村・上大市村・下大市村・樋口新田・神呪村・広田村（飛地）の区域をもって発足。
- 1941年（昭和16年）2月1日 - 西宮市に編入。同日甲東村廃止。

## 経済

### 産業
農業
『大日本篤農家名鑑』によれば甲東村の篤農家は、「中島恭規、松本長右衛門、米田虎吉、村澤安吉」などである。

## 交通

### 鉄道路線
- 阪神急行電鉄（現・阪急電鉄）
  - 今津線
    - 門戸厄神駅 - 甲東園駅

現在は旧村域を山陽新幹線が通過するが、当時は未開業。

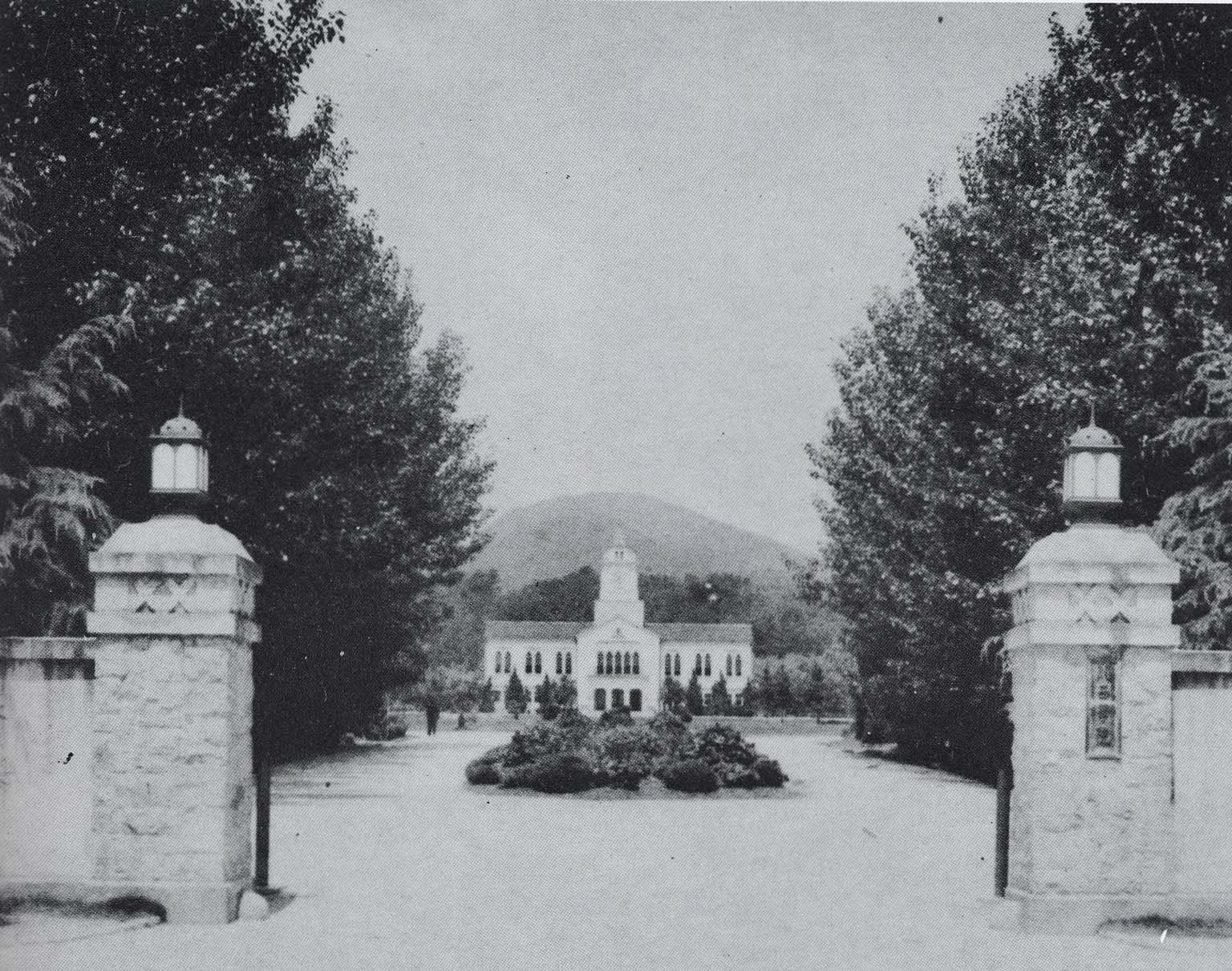
関西学院

## 教育機関
- 関西学院 - 1929年（昭和4年）移転。

## 出身・ゆかりのある人物
- 中島成教（阪神電気鉄道取締役）